# Henryk III Gruby
Henryk III z Szampanii (ur. 1244, zm. 22 lipca 1274 w Pampelunie), nazywany le Gros (Gruby), był hrabią Szampanii i jako Henryk I królem Nawarry.
Był najmłodszym synem Tybalda I Pogrobowca i Małgorzaty de Burbon. W 1269 ożenił się z Blanką (1248 - 2 maja 1302), córką Roberta I, hrabiego d'Artois, oraz Matyldy, córki Henryka II, księcia Brabancji. Blanka była siostrzenicą Ludwika IX, króla Francji.
W grudniu 1270 r. Henryk odziedziczył po swoim najstarszym bracie, Tybaldzie II, królestwo Nawarry oraz hrabstwo Szampanii.
Jego proklamacja w Pampelunie miała miejsce dopiero w marcu następnego roku, a koronacja na króla Nawarry odbyła się w maju 1273 r. Po krótkim okresie rządów zmarł w lipcu 1274 r. Według legendy udusił się swoim własnym tłuszczem.
Nie miał męskich potomków i  wygasła na nim linia królów Nawarry z Szampanii. Jego dziedziczką była córka Joanna (jedyne ślubne dziecko). Jej małżeństwo w 1283 r. z Filipem IV (który został królem Francji w 1284 r.) połączyło korony Nawarry i Francji, a Szampania stała się domeną królów Francji.